# Hutovo Blato
Hutovo Blato es una reserva natural y reserva ornitológica ubicada en Bosnia y Herzegovina. El parque natural "Hutovo Blato" se encuentra en la parte suroeste de Bosnia y Herzegovina, a 30 km de la ciudad de Mostar y cerca de la frontera con Croacia. Se extiende por una superficie de 7.411 hectáreas y representa una de las reservas de humedales más ricas de Europa. Está compuesta principalmente por áreas pantanosas que fueron creadas por un sistema de acuíferos subterráneos del río Krupa. Está alimentada por el macizo calizo de Ostrvo que divide los lagos Deransko y Svitavsko.
La reserva se encuentra en la lista de humedales de importancia internacional. Es la reserva mayor de esta clase en la región, en términos tanto de tamaño como de biodiversidad. Allí viven más de 240 tipos de aves migratorias y docenas de ellos tienen su residencia permanente en los humedales sub-mediterráneos que rodean el lago Deransko. En la estación migratoria, decenas de miles de aves llenan el lago y sus alrededores. 

## Humedales

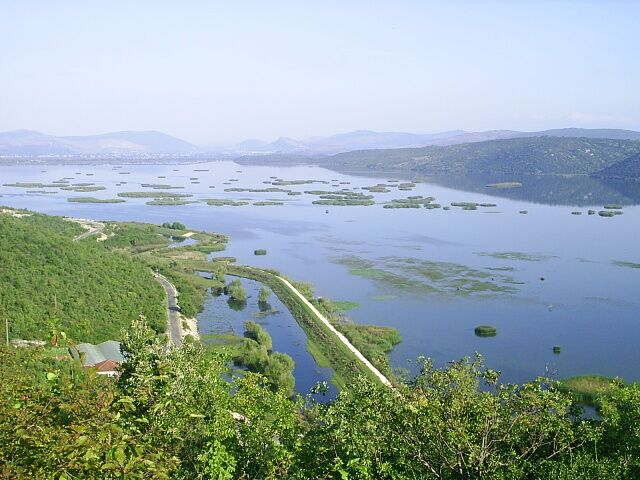
Hutovo Blato, vista general en otoño.

El valle a lo largo de los últimos 30 km del río Neretva, y el río en sí, abarca un paisaje notable. Corriente abajo de la confluencia de sus afluentes, el Trebižat y el Bregava, el valle se extiende en forma de abanico aluvial abarcando 20.000 hectáreas. El valle superior, las 7.411 hectáreas en Bosnia y Herzegovina, se llama Hutovo Blato.

### Sitio Ramsar
El delta del Neretva ha sido reconocido como un sitio Ramsar desde 1992, y Hutovo Blato desde 2001. Ambas áreas forman un sitio Ramsar integrado que es una entidad natural dividida por la frontera estatal. El programa de áreas importantes para las aves, dirigido por Birdlife International, abarca áreas protegidas en Croacia y Bosnia y Herzegovina.

### Parque natural Hutovo Blato
Desde 1995, Hutovo Blato ha sido protegido como el Parque natural Hutovo Blato y administrado por una autoridad pública. Toda la zona está bien protegida del impacto humano y funciona como un hábitat importante para muchas plantas y animales. El lugar histórico, Antigua fortaleza de Hutovo Blato, se encuentra en el área del parque natural.
Hasta 1995, cuando se fundó el área protegida cantonal, Hutovo Blato era una zona bien conocida principalmente por su turismo de caza y pesca. Cada invierno, más de 200 especies de aves encuentran su refugio dentro de esta naturaleza intacta. Los visitantes pueden disfrutar actualmente de actividades recrativas como la pesca, el ciclismo o los safaris fotográficos. Además, hay un sendero educativo que proporciona información sobre el parque, además de suscitar la conciencia medioambiental y la necesidad de conservar el patrimonio natural del parque.

## Aves observadas en Hutovo Blato
Una lista sistemática de especies documentadas de 13 de abril de 2001:
| - Tachybaptus ruficollis - Podiceps cristatus - Phalacrocorax carbo - Phalacrocorax pygmaeus - Egretta garzetta - Ardea cinerea - Ardea purpurea - Anas strepera - Anas platyrhynchos - Anas querquedula - Circaetus gallicus - Circus aeruginosus - Buteo buteo - Fulica atra - Philomachus pugnax - Tringa glareola - Larus ridibundus - Larus cachinnans - Apus melba | - Hirundo rustica - Motacilla alba - Luscinia megarhynchos - Cettia cetti - Sylvia cantillans - Sylvia atricapilla - Aegithalos caudatus - Remiz pendulinus - Corvus cornix - Passer domesticus - Fringilla coelebs - Serinus serinus - Emberiza cirlus - Miliaria calandra |

## Sitios arqueológicos e históricos dentro del parque natural
Dentro del territorio del parque natural se encuentra la antigua fortaleza de Hutovo Blato. Igualmente se encuentra un yacimiento arqueológico con restos de un puesto comercial ilirio de más de dos mil años de antigüedad. Los arqueólogos han concluido que Desilo, que es como se llama este yacimiento, fue un importante centro comercial de gran significado para el contacto entre los ilirios y los romanos. Se han encontrado ruinas de un asentamiento humano, los restos de un puerto que probablemente funcionaba como centro comercial, así como muchos barcos hundidos, llenos de ánforas de vino del siglo I a. C.